# سعید نجفی اسداللهی
سعید نجفی اسداللهی (زادهٔ ۱۳۱۸ شمسی در بغداد) استاد بازنشسته گروه زبان و ادبیات عربی، دانشگاه علامه طباطبائی است. او فرزند احمد نجفی مؤسس «دارالعلوم العربیة» (در تهران) و نواده «اسدالله تُستَری» وکاشف الغطاء است. سعید نجفی از فعالان دینی و سیاسی در عراق بود، که پس از تبعید به ایران در سال ۱۳۱۹ از سیاست کناره گیری و به فعالیت مذهبی پرداخت. در سال ۱۳۲۶ با کاستن از فعالیت‌های مستقیم مذهبی، به تأسیس «دارالعلوم العربیة» در شمال تهران اقدام کرد. «احمد نجفی» امام جماعت مسجد محله پامنار تهران بود. نجفی در این مسجد جلسات قرآن پژوهشی می گذاشت. نجفی از سال ۱۳۳۰ شمسی در این مؤسسه به آموزش پرداخت. وی ریاست گروه زبان و ادبیات فارسی دانشگاه علامه طباطبائی را برعهده داشت. همچنین، چندین سال رئیس گروه زبان و ادبیات عربی این دانشگاه بود. وی از همکاران دهخدا در تدوین لغتنامه دهخدا  بوده که اکنون نیز در مؤسسه لغت نامه دهخدا فعالیت می‌کند. نجفی آموزش زبان و ادبیات عربی را از سال ۱۳۳۰ ه‍.ش در مؤسسه «دارالعلوم العربیه» در تهران آغاز کرد. وی سال ۱۳۴۸ ه‍.ش تدریس این زبان را در مدرسه عالی ترجمه آغاز کرد. پس از مدتی مدرسه‌ی دارالعلوم العربیه در «مجتمع دانشگاهی ادبیات و علوم انسانی» و سپس در دانشگاه علامه طباطبائی ادغام شد.

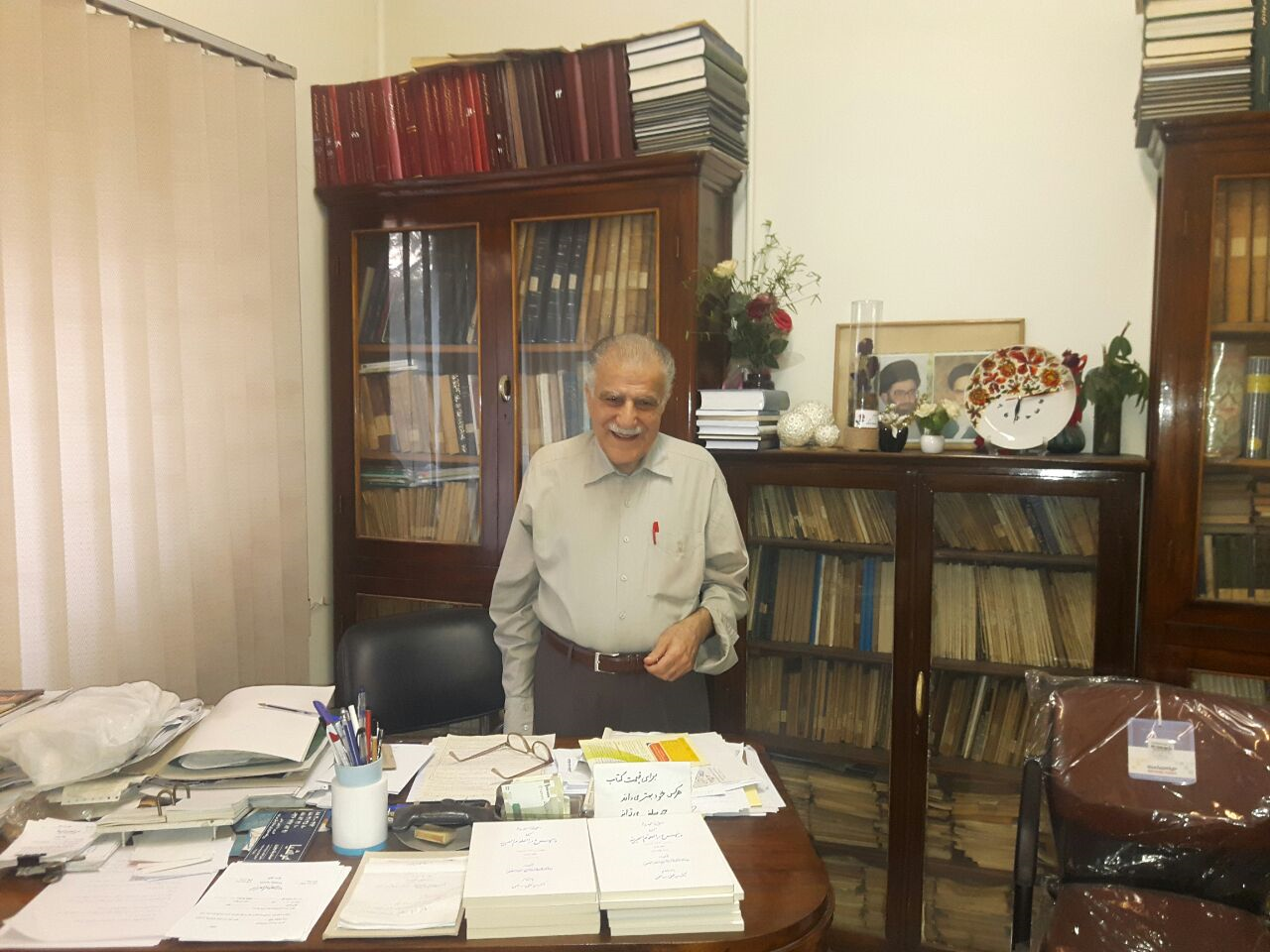
سعید نجفی

## تحصیلات
- دکترای زبان و ادبیات فارسی از دانشگاه تهران

تحصیلات ابتدایی را از سال ۱۳۲۵ تا ۱۳۳۰ در مدارس امیر معزی، ادب و امیدی تهران سپری کرد. دوره متوسطه را در دبیرستان علمیه تهران به سال ۱۳۳۱ آغاز و سال ۱۳۳۶ به سرانجام رساند. او همواره در تحصیلات خود در مؤسسه دارالعلوم العربیه حاضر می‌شد و در محضر پدر به آموزش زبان عربی و علوم انسانی می‌پرداخت.
علامه نجفی تحصیلات دانشگاهی را در رشته زبان و ادبیات فارسی در دانشگاه تهران آغاز کرد و تا مقطع دکتری آن را ادامه داد و سال ۱۳۴۲ در مقطع دکتری در این رشته از دانشگاه تهران فارغ‌التحصیل شد.

## استادان و فعالیت‌های وی
از استادان سعید نجفی اسداللهی می‌توان به چهره‌های شاخص و شهیر ادبیات ایران‌زمین چون علامه دهخدا، محمد معین، بدیع الزمان فروزانفر، جلال الدین همایی، ذبیح‌الله صفا اشاره کرد.
- او طی شش دهه فعالیت آموزشی و تربیت عملی در دارالعلوم ثابت کرده‌است برای ایجاد انگیزه در مشتاقان ورود به «صراط مستقیم» هیچ نیازی به دادن مدرک تحصیلی نیست.
- او با تأسیس و اداره کردن گروه زبان و ادبیات عربی در مدرسه عالی ترجمه و ادامه آن در دانشگاه علامه طباطبائی (که قوی‌ترین گروه آموزشی دانشگاهی در نوع خود است) ثابت کرده‌است که حتی در موسسات آموزشی دولتی که ارزش آن‌ها معمولاً در دادن مدرک تحصیلی خلاصه می‌شود، می‌توان دانشجویان را ابتدا تهذیب نفسانی و اخلاقی کرد و سپس به آن‌ها علم آموخت، آنگه به چنین انسان‌های مهذب و عالم مدرک تحصیلی داد.
- او با مشارکت در تدوین کتب «دروس دارالعلوم العربیه» و به دنبال آن در در کتب درسی مدارس کشور، ثابت کرده‌است آموزش زبان عربی به فارسی زبانان اگر از راه صحیح باشد، یکی از کامل‌ترین طرق زبان آموزی است و سادگی آن قابل قیاس با آموزش دیگر زبان‌ها نیست.
- او طی پنج دهه از فعالیت خود در لغت‌نامه دهخدا و «لغت‌نامه فارسی» ثابت کرده‌است که دومین زبان جهان اسلام یعنی زبان فارسی با میراثی هزار ساله از متون نظم و نثر، ارزش این را دارد که دانشمندان و محققان از گوشه و کنار جهان برای تدوین لغت‌نامه‌های توصیفی و تخصصی دقیق برای این زبان از تمام آنچه در توان دارند مایه بگذارند.
- وی با بیش از ربع قرن فعالیت در تطبیق و تنقیح دائره المعارف بزرگ اسلامی (عربی) عملاً نشان داده که مسئله ترجمه مطالب بین دو زبان بسیار خطیر تر و حساس تر از تألیف و تدوین است.
- وی با بیش از ربع قرن فعالیت مستقیم در راه تغییر و تحسین روش طرح سؤالات برای گزینش شایسته ترین‌ها ثابت کرده‌است که چنانچه روش طرح این گونه سؤالات صحیح باشد، نه فقط در گزینش شایسته ترین‌ها توفیق به دست می‌آید، در تعدیل و تحسین روش آموزش این مطالب نیز تأثیر مثبت زیادی بر علم آموزان خواهد داشت.

## هم دوره‌ای‌ها و همکاران
از هم دوره‌ای‌ها و همکاران نجفی می‌توان به اشخاص برجسته و نام‌آوری چون علامه دهخداّ، محمد معین، سید جعفر شهیدی، حسن انوریّّ، علی اشرف صادقی، شهیدان باهنر و بهشتی اشاره کرد.

## قسمتی از فعالیت‌های علمی و آموزشی و پژوهشی او که همچنان ادامه دارد
- تدریس زبان و ادبیات عربی در دارالعلوم العربیه از حدود سال ۱۳۳۰ش.
- عضو هیئت مؤلفین لغت‌نامهٔ دهخدا از سال ۱۳۴۰ش.
- تأسیس گروه زبان و ادبیات عربی و مدیریت آن در مدرسه عالی ترجمه با سه هدف «انسان سازی»، «علم آموزی» و «اعطای مدرک تحصیلی» از سال ۱۳۴۷، که بعد از پیروزی انقلاب و ادغام بعضی دانشگاه‌های و موسسات عالی آموزشی، با همین برنامه و همین اهداف، جزء گروه‌های آموزشی اصلی تشکیل دهنده دانشگاه علامه طباطبائی شد.
- عضو هیئت مؤلفین «لغت‌نامه فارسی» در سال ۱۳۵۹ (پس از اتمام تألیف لغت‌نامه دهخدا).
- مدیریت گروه و تدریس در گروه زبان و ادبیات عربی دانشگاه علامه طباطبائی از سال ۱۳۵۹.
- نظارت علمی بر تهیه و تدوین و تغییر اساسی کتاب‌های درسی زبان عربی مدارس کشور (ایران) از سال ۱۳۵۴.
- عضو هیئت علمی دائره المعارف بزرگ اسلامی (عربی) از سال ۱۳۶۸.
- مسئولیت و نظارت مستقیم علمی بر ایجاد تغییرات اساسی در نحوه طرح و ارائه سؤالات زبان عربی تمام مراحل مسابقات ورودی دانشگاه‌ها از سال ۱۳۶۸.
- سردبیری فصلنامه ترجمه قرآن و حدیث دانشگاه تربیت مدرس از سال ۱۳۹۴.

## مراکز آموزشی و پژوهشی تحت مسئولیت نجفی
- مؤسسه دارالعلوم العربیه
- گروه زبان و ادبیات عربی دانشگاه علامه طباطبائی- قوی‌ترین گروه آموزشی در ایران در نوع خود؛[۹]
- پایه‌گذار تحقیق و تدریس زبان و ادبیات معاصر عربی در ایران؛
- پایه‌گذار آموزش زبان و ادبیات عرب در ایران به عنوان یک زبان زنده و معاصر از اول راهنمایی تا سطح تحصیلات عالی دانشگاهی (در دفتر تحقیقات وزارت آموزش و پرورش و سازمان سنجش آموزشی کشور و دانشگاه علامه طباطبائی)؛
- پایه‌گذار روش صحیح مقایسه بین دو زبان فارسی و عربی به ویژه در نقل از زبانی به زبان دیگر (در دائرةالمعارف بزرگ اسلامی و مؤسسهلغتنامه دهخدا)؛
- سردبیر دوفصلنامه «مطالعات ترجمه قرآن و حدیث» دانشکده علوم انسانی، دانشگاه تربیت مدرس؛[۱۰]
- عضو هیئت تحریریه فصلنامه «پژوهش‌های ترجمه عربی در زبان و ادبیات» دانشگاه علامه طباطبائی.[۱۱]
- عضو هیئت مؤسس انجمن ایرانی زبان و ادبیات عربی[۱۲]

## شاگردان
بیشتر کسانی که در نیم قرن اخیر با انگیزه‌های مختلف با زبان و ادبیات عربی آشنا شده و به آموزش و تدریس آن پرداخته‌اند، مستقیم یا غیر مستقیم از شاگردان علامه سعید نجفی اسداللهی هستند.

## برخی تالیفات استاد نجفی
- لغت‌نامه دهخدا ۲۰ شماره شامل مدخل‌هایی در حروف «ب-د- ع- م» سال‌های ۱۳۴۱ الد ۱۳۵۹هٔ
- الطریقة الجدیدة من دروس دار العلوم العربیة (مشارکت) ۳ جلد سال‌های ۱۳۴۸ الد ۱۳۵۵.
- القاموس الفرید (فارسی به عربی) ۲ جلد (مشارکت) ۱۳۵۰ الی ۱۳۵۴.
- دستور الاخوان (عربی به فارسی و فارسی به عربی) ۲ جلد (تصحیح و تدوین) ۱۳۴۹.
- کتاب‌های درسی زبان عربی مدارس (راهنمایی و متوسطه) (نظارت علمی و مشارکت) ۱۳۵۵ الی ۱۳۸۸.
- رباعیات عمر خیام (فارسی و ترجمه عربی) (تدوین و تصحیح) ۱۳۵۴.
- مائة قاعدة و قاعدة (دستور زبان فارسی) (مشارکت) ۱۳۶۲.
- لغت‌نامه فارسی ۴ شماره از مدخل‌های حرف الف ۱۳۷۰ الی ۱۳۸۷.
- تصحیح کتاب "دستور الاخوان"، قاضی خان بدر محمد دهار.
- ال‍طری‍ق‍ه ال‍ج‍دی‍ده م‍ن دروس دارال‍ع‍ل‍وم‌ال‍ع‍رب‍ی‍ه‌/ اح‍م‍د ن‍ج‍ف‍ی، س‍ع‍ی‍د ن‍ج‍ف‍ی‌اس‍دال‍ل‍ه‍ی: دارال‍ع‍ل‍وم‌ال‍ع‍رب‍ی‍ه، ۱۳۷۰
- "عبادات انفعالی"
- "ناز و نیاز"
- [ک‍ت‍اب‍ه‍ای درس‍ی] س‍ال اول آم‍وزش م‍ت‍وس‍طه ع‍م‍وم‍ی ع‍ل‍وم ان‍س‍ان‍ی‌، س‍ع‍ی‍د ن‍ج‍ف‍ی‌اس‍دال‍ل‍ه‍ی، تهران: وزارت آم‍وزش و پ‍رورش، ۱۳۱۸
- لغتنامه فارسی دانشگاه تهران" تهران: ت‍ه‍ران: دان‍ش‍گ‍اه ت‍ه‍ران، م‍وس‍س‍ه ل‍غ‍ت‌ن‍ام‍ه ده‍خ‍دا، ۱۳۶۱
- لغتنامه فارسی"، تهران: دانشگاه تهران، ۱۳۷۰
- مقاله: ن‍ح‍و ع‍رب‍ی، ک‍ل‍ی‍دی ب‍رای ح‍ل م‍ش‍ک‍لات ن‍ح‍وی دی‍گ‍ر زب‍ان‍ه‍ا، تهران: رش‍د آم‍وزش م‍ع‍ارف اس‍لام‍ی، س‍ال ۷، ش ۲۶، (زم‍س‍ت‍ان ۱۳۷۴): ص ۲۹–۳۳، ۱۳۷۴
- "القاموس الفرید فی العصر الجدید ، تهران: انتشارات دارالعلوم العربیه، ۱۳۵۴
- «مقاله: عمر الخیام أو الخیامی فلسفه و رباعیاته و ترجماتهاً مجله: متن پژوهی ادبی» پاییز ۱۳۸۵ - شماره ۲۹ (۲۶ صفحه - از ۱۵۸ تا ۱۸۳)]
- «مقاله "پاسخ" مجله: رشد آموزش معارف اسلامی» تابستان ۱۳۸۱ - شماره ۴۹
- «نحو عربی، کلیدی برای حل مشکلات نحوی دیگر زبان‌هاً مجله: رشد آموزش معارف اسلامی» زمستان ۱۳۷۴ - شماره ۲۶ (۵ صفحه - از ۲۹ تا ۳۳)
- «گفتگویی پیرامون اهداف آموزش زبان عربی (۳)" مجله: رشد آموزش معارف اسلامی» پاییز و زمستان ۱۳۷۱ - شماره ۱۸ و ۱۹

(۷ صفحه - از ۳۵ تا ۴۱)
- «بحثی پیرامون آموزش زبان عربی" مجله: رشد آموزش معارف اسلامی» بهار و تابستان ۱۳۶۹ - شماره ۹ و ۱۰ (۷ صفحه - از ۴۷ تا ۵۳)

## برخی از مقالات
- «که…» و معادل‌های آن در زبان عربی، فصلنامه ترجمه دانشگاه علامه طباطبائی سال ۱۳۶۵.
- ترجمه بین عربی و فارسی و … فصلنامه ترجمه دانشگاه علامه طباطبائی ۱۳۶۶.
- «ضمیر» و فرق کاربرد آن در دو زبان فارسی و عربی، فصلنامه ترجمه دانشگاه علامه طباطبائی ۱۳۶۷.
- بحثی پیرامون آموزش زبان عربی، مجله رشد معارف اسلامی ۱۳۶۹.
- چگونه بیاموزیم تا در مسابقات ورودی موفق شویم، مجله رشد معارف اسلامی ۱۳۷۴.
- نحو عربی، کلیدی برای حل مشکلات نحوی دیگر زبان‌ها، مجله رشد معارف اسلامی ۱۳۷۴.
- دستور زبان در عربی و دیگر زبان‌ها، مجله دانشکده ادبیات و علوم انسانی دانشگاه تهران ۱۳۷۵.
- عمر الخیام او الخیامی، فلسفته و رباعیاته و ترجماته، مجلمه زبان و ادب دانشکده ادبیات دانشگاه علامه طباطبائی ۱۳۸۵.
- … در زبان فارسی رساتر از زبان عربی، مجله انجمن ایرانی زبان و ادبیات عربی ۱۳۸۶.
- فرهنگنامه‌نویسی توصیفی در عربی و فارسی، مجله انجمن ایرانی زبان و ادبیات عربی ۱۳۸۸.

## عناوین بعضی پایان‌نامه‌های کارشناسی ارشد و دکتری که در آن‌ها سمت راهنما یا مشاور داشته‌است
(نسخه‌های موجود در کتابخانه دانشکده زبان وا دبیات دانشگاه علامه طباطبائی)
- الاتجاه القومی فی أدب أعلام المهجر الشمالی
- أثر الأدب الفارسی فی تطور الأدب العربی
- أدب الفکاهة
- أسالیب الترغیب و الترهیب فی القرآن الکریم
- أشعار دیوان شمس التبریزی العربیة
- الأشعار العربیة فی کلیة و دمنة
- الإضافة فی العربیة و الفارسیة
- الأمثال المشترکة بین الفرس و العرب
- الإنشاء الطلبی فی القرآن الکریم بین الأمر و النهی
- الترجمة فی العصر العباسی
- تصحیح انتقادی منشات قائم مقام فرهانی
- التشبیة فی نهج البلاغة
- تطور الأدب العربی علی أیدی الأیرانیین
- تفسیر الکشاف، تحقیق بلاغی
- التوابع بین العربیة و الفارسیة
- الخاقانی الشروانی و أشعاره العربیة
- دراسة نقدیة لمجموعة قندیل أم هاشم القصصیة
- رشید الدین الوطواط کاتباً للدیوان
- شرح الشواهد الشعریة فی کتاب النحو الوافی
- شعراء الموالی فی العصر الأموی
- عبدالحمید الکتاب و دوره فی ظهور النثر و تطوره
- عوامل دخول الألفاظ الفارسیة فی اللغة العربیة
- غریب المفردات فی عصر الاحتجاج (شامل ۲۰ شاعر در ۱۱ پایان‌نامه)
- الفعل بین الفارسیة و العربیة
- کفایة المعانی فی أحرف المعانی
- وصف الطبیعة فی القرآن الکریم